# Sonata da camera de Pierné
Pour les articles homonymes, voir Sonata da camera.
La Sonata da camera, en ut majeur, op. 48, est une œuvre de musique de chambre de Gabriel Pierné composée en 1926 ou 1927.

## Présentation
La Sonata da camera de Pierné est composée en 1926 ou 1927,,. En ut majeur, l'œuvre, qui porte le numéro d'opus 48, consiste en un trio pour flûte, violoncelle et piano,.
L'ouvrage, commande d'Elizabeth Sprague Coolidge, est dédié à la mémoire de Louis Fleury, mort en juin 1926, flûtiste pour lequel Pierné éprouvait beaucoup d'admiration,.
La Sonata da camera est donnée en première audition en France le 16 octobre 1927 à Paris, à la salle des Agriculteurs, aux concerts Coolidge, après avoir été créée quelques jours auparavant (en octobre 1927) à Venise puis jouée à Bruxelles. Les interprètes étaient Marcel Moyse à la flûte, Hans Kindler au violoncelle et le compositeur au piano.
La partition porte en épigraphe des vers tirés de la cinquième Églogue de Virgile,, :

« Puisque nous nous rencontrons ici,
Mopsus, habiles tous les deux, toi
dans l'art d'animer la flûte champêtre,
moi dans celui de chanter des vers,
que ne nous asseyons-nous à l'ombre
de ces ormes et de ces coudriers qui
confondent leur feuillage ?... »

— Virgile

## Structure et analyse
La Sonata da camera, d'une durée moyenne d'exécution de quinze minutes environ, est constituée de trois mouvements :
1. Prélude — « Allegro con spirito (vif et très léger d'exécution) » — à 
, de forme sonate bithématique[7], mouvement « dont le thème est discipliné par un tempo rigoureux[8] » et dans lequel « la polyphonie résultant des trois parties instrumentales ménage quelques échappées vers des modulations lointaines[8] » ;
2. Sarabande (sur le nom de Louis Fleury) — « Très modéré » — à 
, « d'une ampleur tragique[2] », c'est une « émouvante déploration dont le thème blasonné apparaît, par entrées successives, aux trois instruments[9] », d'abord exposé au violoncelle[5]. La sarabande « étire son thème, ample et sévère, et l'oriente vers une longue montée diatonique. Le thème reprend, lent et expressif, nourri d'agrégations impressionnistes[8] ». Pour le critique musical Robert Brussel, c'est « le sommet de l'œuvre[5] » ;
3. Finale — « Allegretto giocoso » — à 
, de forme sonate[9], avec un premier thème de gigue auquel « s'oppose une seconde idée à cinq temps, plus lyrique[9] ». Le premier thème, léger et très rythmé, est confié à la flûte[8]. « Il est repris par le piano et évolue en course-poursuite, ponctué par le violoncelle qui entame un thème-réponse auquel se greffent les deux autres instruments et que clôt les grupetto de la flûte, laquelle conclut sur une virevoltante coda[8] ».

Georges Masson relève que « l'auteur redécouvre l'esprit de Rameau et le phrasé de Haendel, mais [...] ne les pastiche point. Il se sert des moules pour y couler un langage d'une subtile modernité. La vivacité du discours, la clarté contrapuntique aux franges d'une polytonalité prudente, la conduite habile des parties, nous mettent directement en présence de la dernière manière du compositeur s'essayant, dans le domaine de la musique pure, au style de synthèse néo-classique si prisé de cette école française ».
Pour Jacques Tchamkerten, la partition marque effectivement « un tournant dans la musique de chambre de Pierné. Tout en conservant la forme tripartite de la Sonate pour violon, du Quintette ou du Trio, le musicien allège considérablement son discours et adopte une écriture linéaire dont le dépouillement contraste avec la densité des partitions précédentes ». Le style du compositeur évolue ainsi à la manière d'un Vincent d'Indy ou d'un Albert Roussel, ce « qui correspond à l'émergence du néo-classicisme et sa recherche d'objectivité formelle et expressive ».
La partition est publiée par Durand, en 1927.

## Discographie
- Pierné: complete piano works, chamber, orchestral & vocal music, historical recordings, 10 CD, Warner Classics, 2023[10] : CD 9, Marcel Moyse (flûte), Hippolyte Lopès (violoncelle) et Gabriel Pierné (piano).
- Gabriel Pierné, la musique de chambre, vol. 1, Étienne Plasman (flûte), Aleksandr Khramouchin (violoncelle) et Christian Ivaldi (piano), Timpani 2C1110, 2006[11].